# Zittel (Sprakensehl)
Zittel ist ein Wohnplatz der Gemeinde Sprakensehl im Landkreis Gifhorn in Niedersachsen.
Zittel liegt im äußersten Norden des Landkreises Gifhorn, nur rund einen Kilometer vom Landkreis Uelzen entfernt. Durch Zittel führt die Bundesstraße 4, die im Norden nach Breitenhees und im Süden nach Sprakensehl führt. Die nächste Bushaltestelle befindet sich im rund drei Kilometer entfernten Behren.

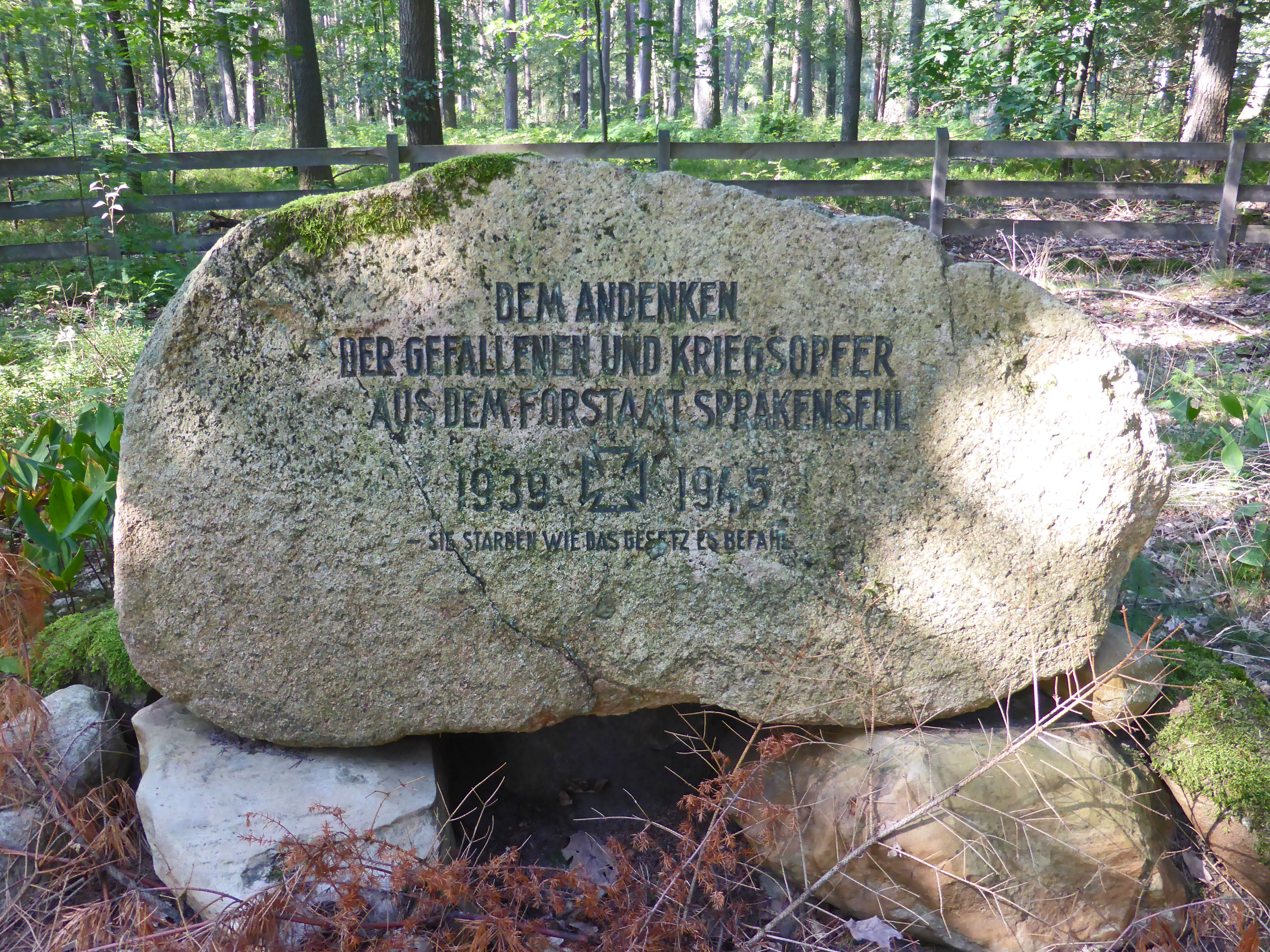
Gedenkstein

Ein Ehrenhain mit einem Gedenkstein erinnert an die Opfer des Zweiten Weltkriegs aus dem Forstamt Sprakensehl.
Zittel war Sitz einer staatlichen Revierförsterei, die dem Forstamt Sprakensehl unterstand.